# کرکان (بندر انزلی)
کَرکان، روستایی از توابع بخش مرکزی شهرستان بندر انزلی در استان گیلان ایران است.

## وجه تسمیه
این محل یکی از مراکز عمدهٔ پرورش مرغ در گذشته بوده‌است. مرغ را به زبان محلی «کرک» می‌گویند و اگر کرک که همان مرغ باشد جمع بسته شود می‌شود کرکان.

## قدمت کرکان
قسمت شرق رودخانهٔ کرکان که زمین‌های زراعتی وجود داشت متعلق به دو نفر بوده که از پدرانشان به آنان ارث رسیده بود و این دو نیز پسر عموی یکدیگر بودند که پس از فوت پدران خود زمین‌ها را تقسیم کردند. هر چند خود در انزلی ساکن بودند ولی تعدادی زارع و به قول قدیمی‌ها رعیت داشتند که برایشان کار می‌کردند. آن‌ها برای رعیت‌های خود خانه‌هایی به‌طور متفرق ساختند، با اینکه از قبل نیز خانه‌هایی ساخته شده بود.
در قسمت غرب رودخانه زمین‌ها متعلق به مالکین آبکنار بوده و هر یک مقداری زمین بایر داشتند که تعدادی از خانواده‌های اشترکان به علت فشار و تعدی مأموران «ضرغام السلطنه» حاکم طالش دولاب، ناچار به اطراف کوچ کردند که عده‌ای نیز به کرکان وارد شدند.

در صفحهٔ ۱۱۹ از کتاب «ولایات دارالمرز ایران» آمده که ضرغام السلطنه از سال ۱۸۶۵ میلادی برابر ۱۲۸۲ هجری قمری (۱۲۴۴ شمسی) حکومت طالش دولاب را داشت و قابل ذکر است که تا حدود ۱۳۰۰ شمسی در این سمت باقی بود.

## مکان‌نگاری

### مسیر دسترسی
نقشه راه بندرانزلی به روستای کرکان بر اساس نقشه گوگل

## جمعیت
این روستا در دهستان چهارفریضه قرار دارد و براساس سرشماری مرکز آمار ایران در سال ۱۳۸۵، جمعیت آن ۵۶۰ نفر (۱۵۹خانوار) بوده‌است.
در سال ۱۳۳۵ شمسی ۴۶۷ نفر: ۲۳۰ مرد و ۳۳۷ زن.
در سال ۱۳۴۵ شمسی ۵۰۶ نفر: ۲۴۵ مرد و ۲۶۱ زن در ۹۵ خانوار.
در سال ۱۳۵۵ شمسی ۵۸۶ نفر: ۲۷۹ مرد و ۳۰۷ زن در ۱۰۸ خانوار.
در سال ۱۳۶۵ شمسی ۶۸۷ نفر در ۱۳۶ خانوار که از این تعداد ۳۵۵ نفر باسواد بودند؛ و طبق سرشماری نفوس و مسکن؛ این روستا در سال ۱۳۸۵ شمسی ۵۶۰ نفر در ۱۵۹ خانوار جمعیت داشته‌است.

## کشاورزی و دامپروری
آماری که به وسیلهٔ ادارهٔ کشاورزی انزلی از طریق آگاهان محلی دربارهٔ دو روستای کرکان و اشترکان در سال۱۳۶۶ شمسی تهیه شده به شرح زیر است:
وسعت این دو روستا ۷ کیلومتر مربع.
برنج کاری: ۵/۲۰۹ هکتار؛ اشترکان ۴۵ هکتار و کرکان ۵/۱۶۴ هکتار.
صیفی کاری: ۲۸ هکتار.
سبزی کاری: نیم هکتار.
حبوبات: ۷ هکتار.
باغ میوه: نیم هکتار.
گاو نر و ماده: ۱۵۰۰ راس.
گوساله: ۷۰۰ راس.
اسب: ۱۶ راس.
گاو میش: ۲۰ راس.
طیور: ۲۸۰۰ قطعه؛ و دارای ۲۲ دستگاه تیلر، ۴ دستگاه پمپ آب، ۹ دستگاه خرمن کوب و یک دستگاه برنجکوبی.
طبق آمار ادارهٔ نوغان در سال ۱۳۶۷ شمسی ۵۲ نفر کشاورز کرکانی موفق به تولید ۹۳ جعبه تخم نوغان (۲۷۹۰ کیلوگرم) شدند.

## متفرقه
سایر اطلاعات روستای کرکان شامل موارد زیر می‌باشد:

### مدارس
در سال ۱۳۴۱ شمسی دبستان پسرانهٔ نوبنیاد احداث گردید که بعدها به دبستان مفتح تغییر نام داد.
طبق آمار خرداد ۱۳۶۸ شمسی، دبستان مختلط مفتح کرکان دارای ۵ کلاس، ۱۱۳ دانش آموز و ۷ معلم می‌باشد.
اما این مدرسه در حال حاضر تعطیل می‌باشد و ساختمان آن در حال تخریب است و دانش آموزان جهت تحصیل به روستای کپورچال می‌روند.

### درمانگاه
فاقد درمانگاه می‌باشد.

### حمام
بعد از انقلاب اسلامی به وسیلهٔ جهاد سازندگی، یک حمام چند نمره‌ای احداث شد.

### مسجد
مسجد امام سجاد در محوطهٔ قبرستان روستا قرار دارد و حدود سال ۱۳۱۸ شمسی احداث گردیده‌است.

### گورستان
روستا دارای یک قبرستان است که از ابتدای ایجاد آبادی در قسمت شرق رودخانه وجود دارد و مسجد در محوطهٔ آن بنا گردیده‌است.

### آب و برق
یک چاه نیمه عمیق در روستا زده شده و آب از طریق منبع فلزی هوایی و از طریق لوله‌کشی تأمین می‌شود. برق روستا نیز از شبکهٔ برق انزلی برقرار می‌گردد.
چشم‌انداز بازارچه روستای کرکان بندرانزلی

## آثار تاریخی
این روستا دارای استخر بزرگ و بی‌مانندی به نام مرغوب است. این استخر به احتمال زیاد بزرگترین استخر گیلان و شاید ایران باشد، زیرا وسعتی برابر ۵۰۰ هکتار دارد و داخل آن از گذشته‌های دور درخت توسکا می روئیده و هم‌اکنون نیز درخت توسکا در آن جا می‌روید.»
در زمستان‌ها پرندگان زیادی در استخر مرغوب کرکان فرود می‌آیند و طبق مقررات شکار منطقهٔ شکار نیز می‌باشد.
چشم اندازاستخر ۵۰۰ هکتاری روستای کرکان بندرانزلی

## تصاویر روستا

استخر مرغوب روستای کرکان بندرانزلی
منزل  ملک محمد گلنژاد کرکان بندرانزلی
کندوهای عسل در تالش محله روستای کرکان بندرانزلی
مزارع برنج روستای کرکان بندرانزلیمزارع برنج روستای کرکان بندرانزلی
طبیعت روستای کرکان بندرانزلی
شکوفه‌های درخت انار در روستای کرکان
منزل پاشا بهاری کرکان
منبع آب آشامیدنی روستای کرکان
ابتدای روستای کرکان
نمایی از مسجد امام سجاد(ع) کرکان
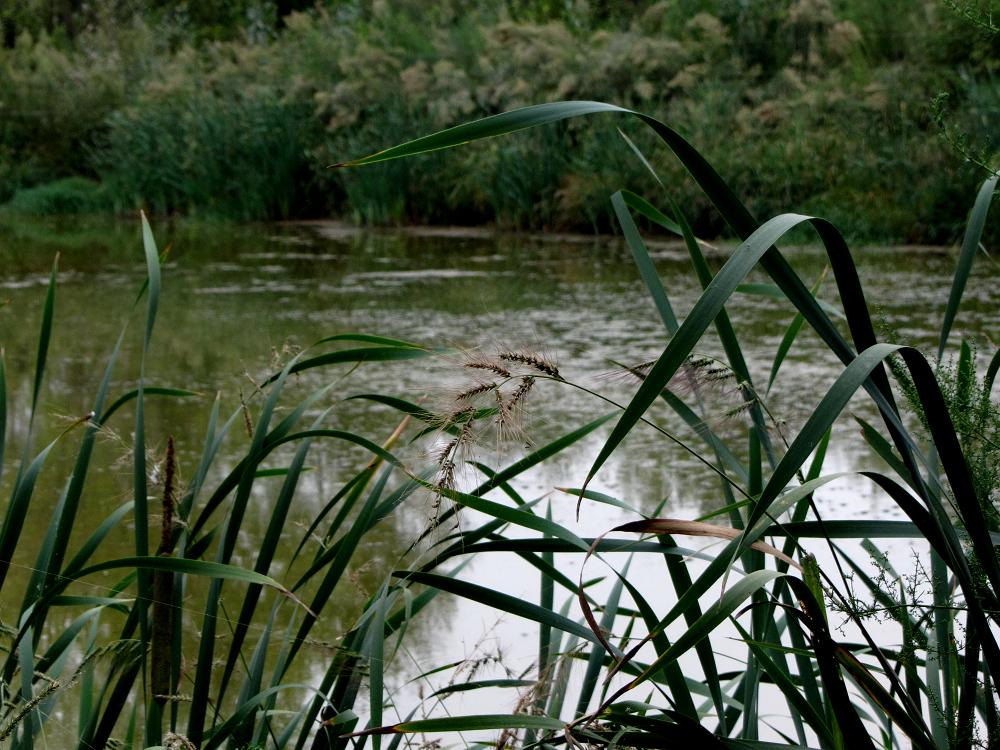
استخر پرورش ماهی در روستای کرکان
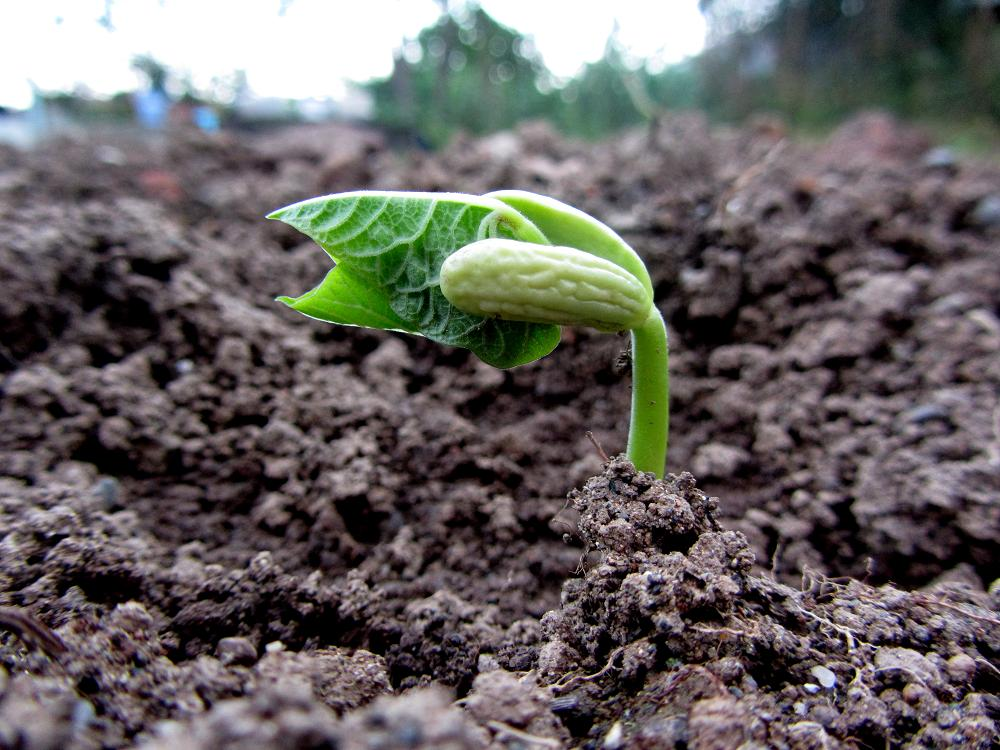
کاشت باقلی در روستای کرکان
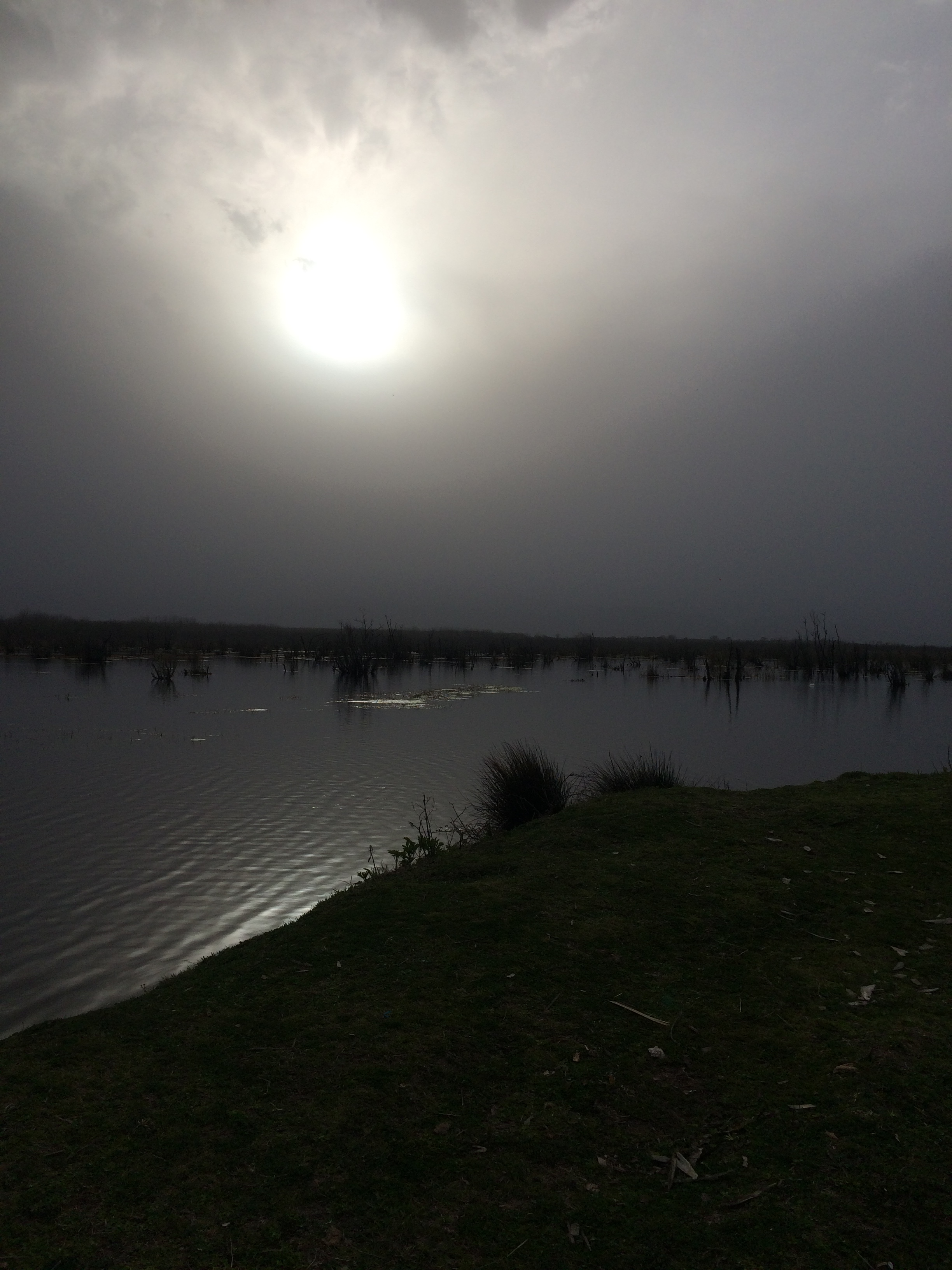
استخر بزرگ مرغوب کرکان بندرانزلی
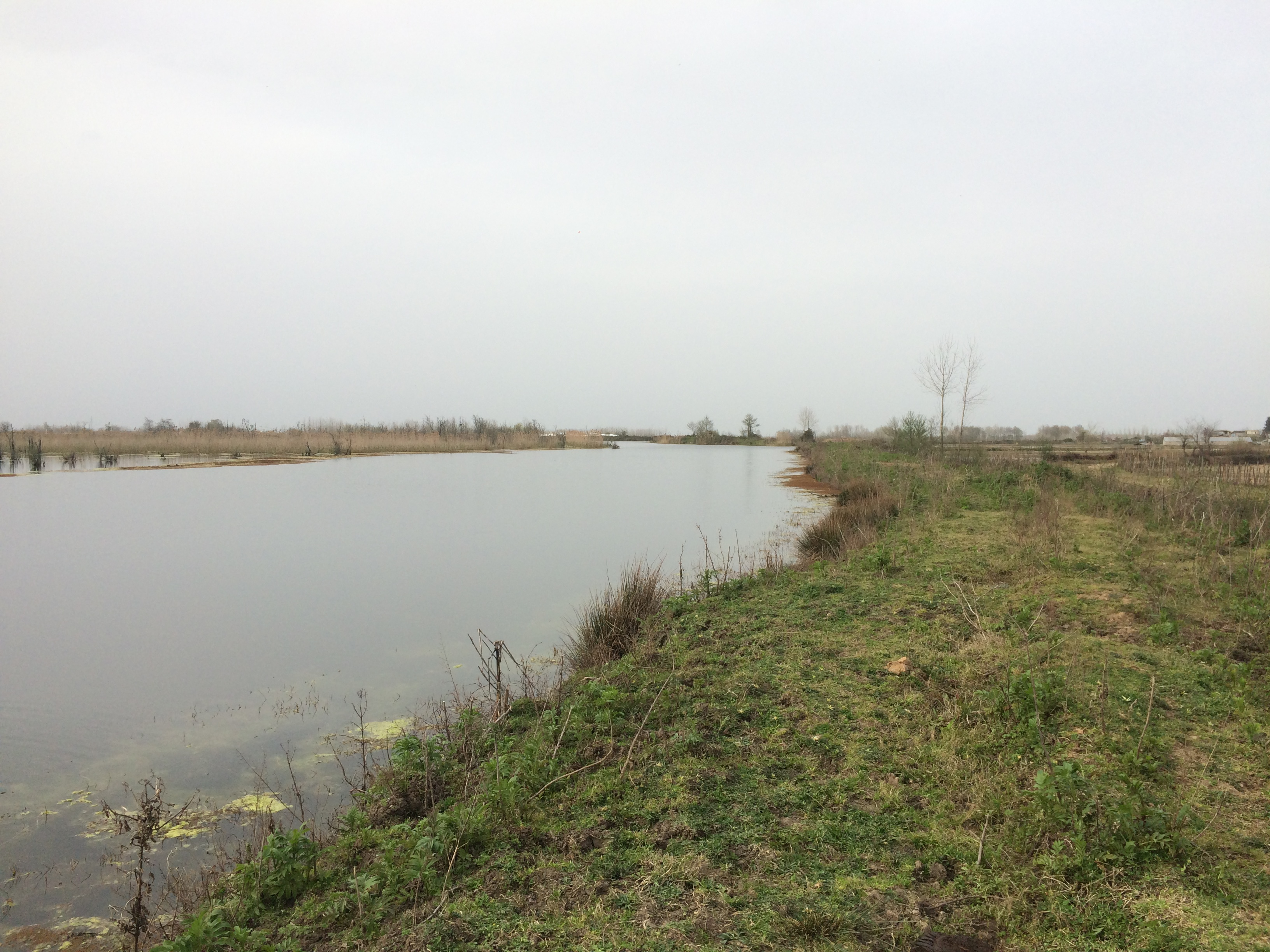
استخر بزرگ مرغوب کرکان بندرانزلی
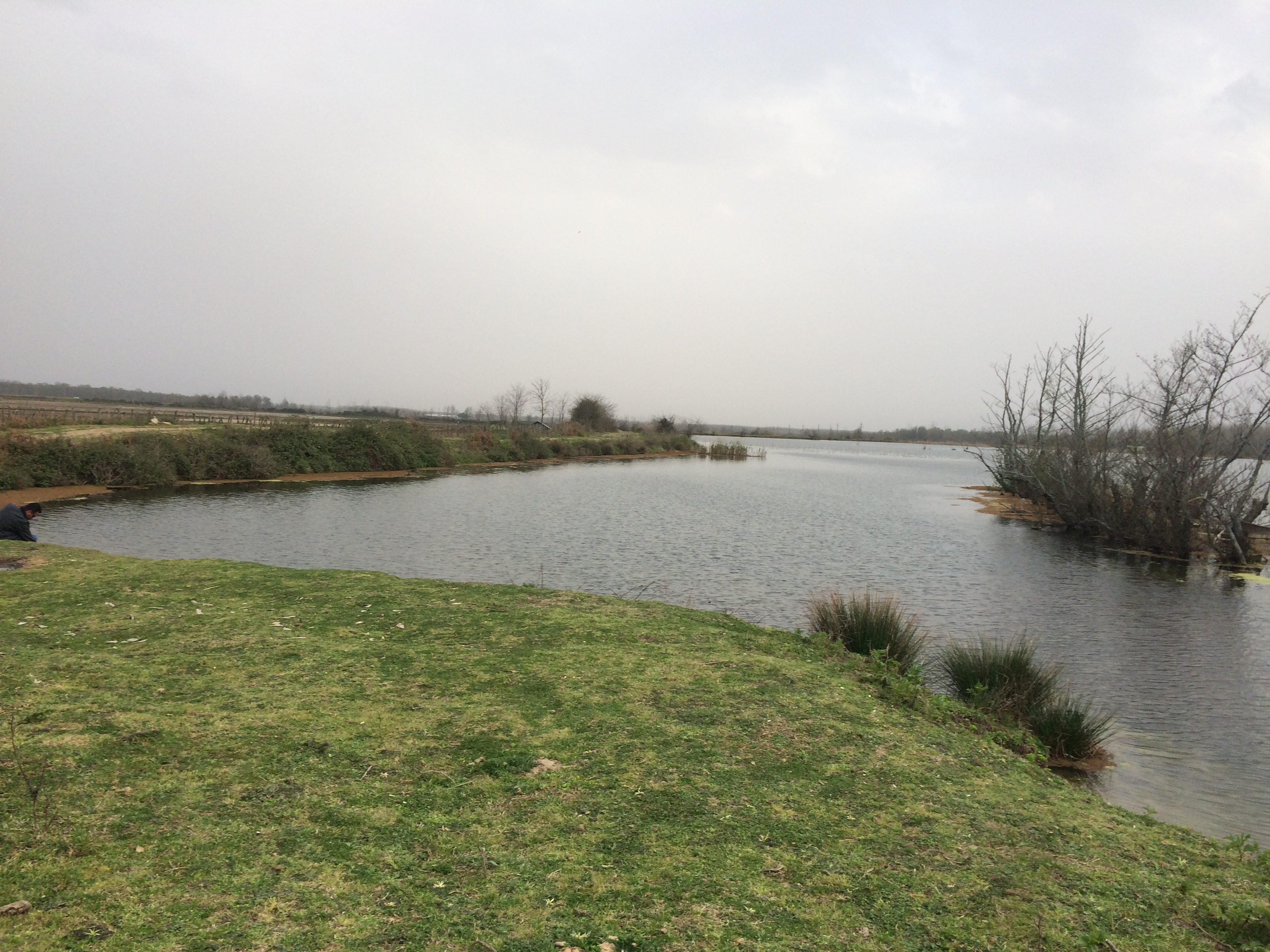
استخر بزرگ مرغوب کرکان بندرانزلی
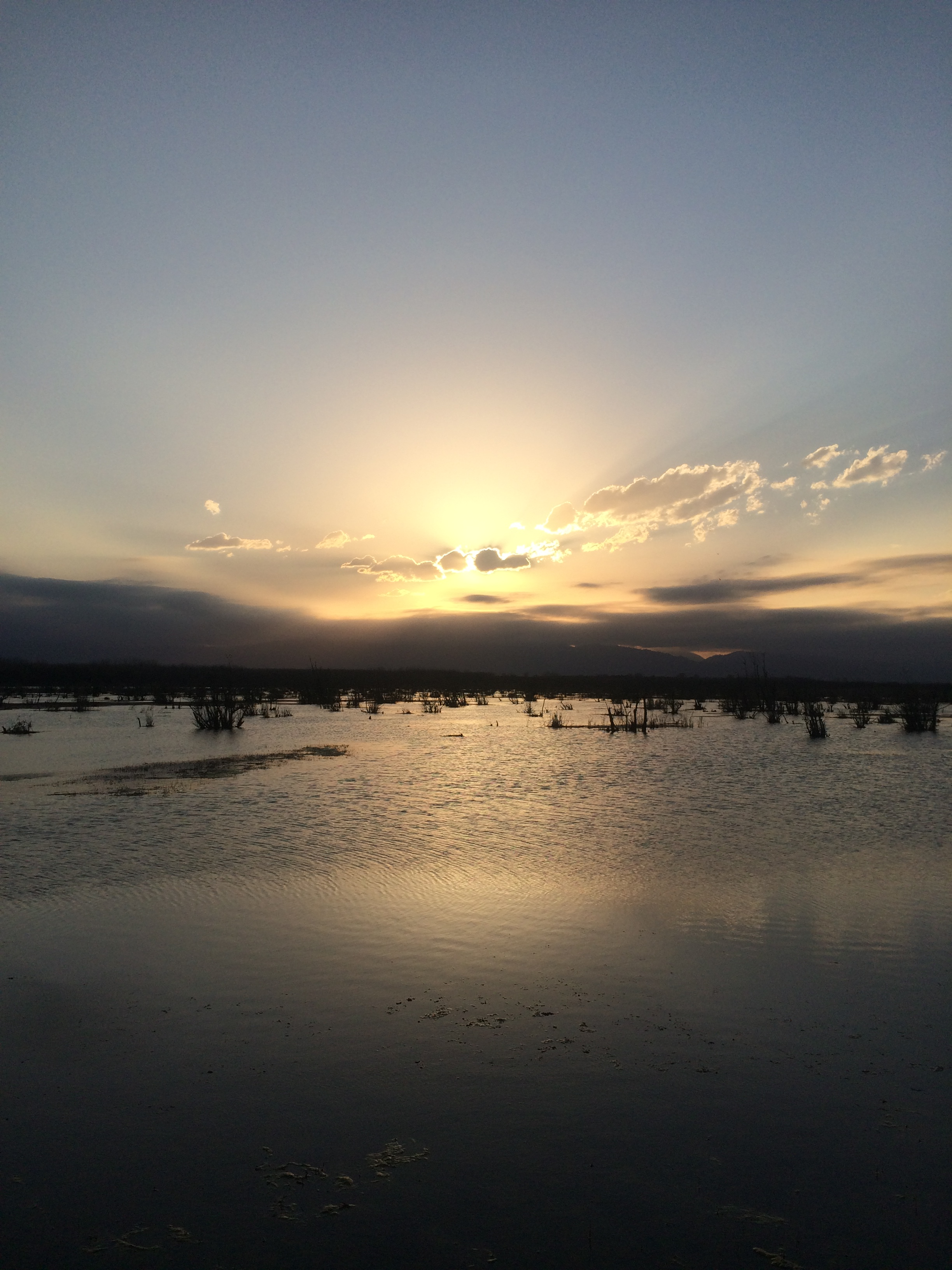
استخر بزرگ مرغوب کرکان بندرانزلی
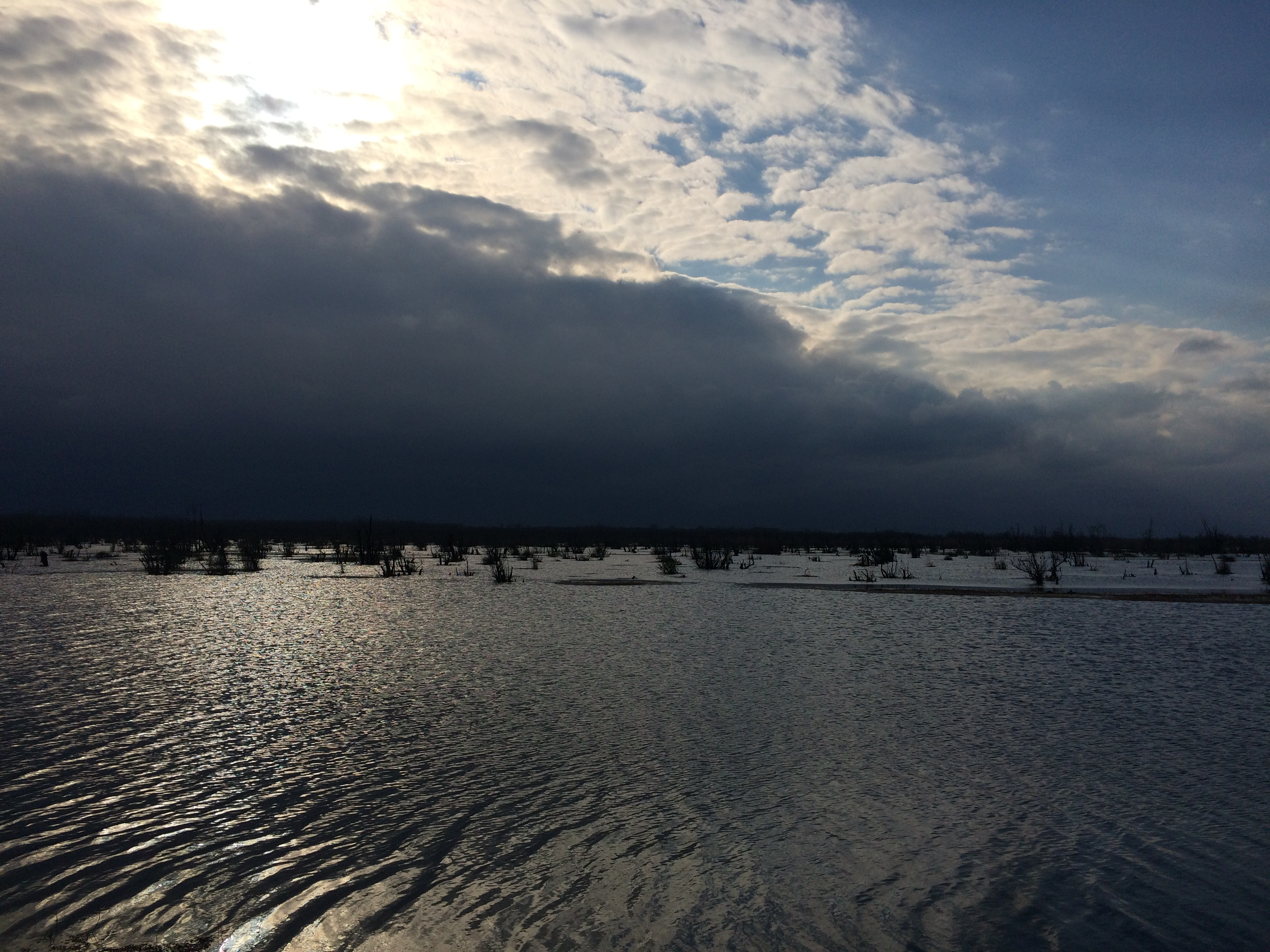
استخر بزرگ مرغوب کرکان بندرانزلی
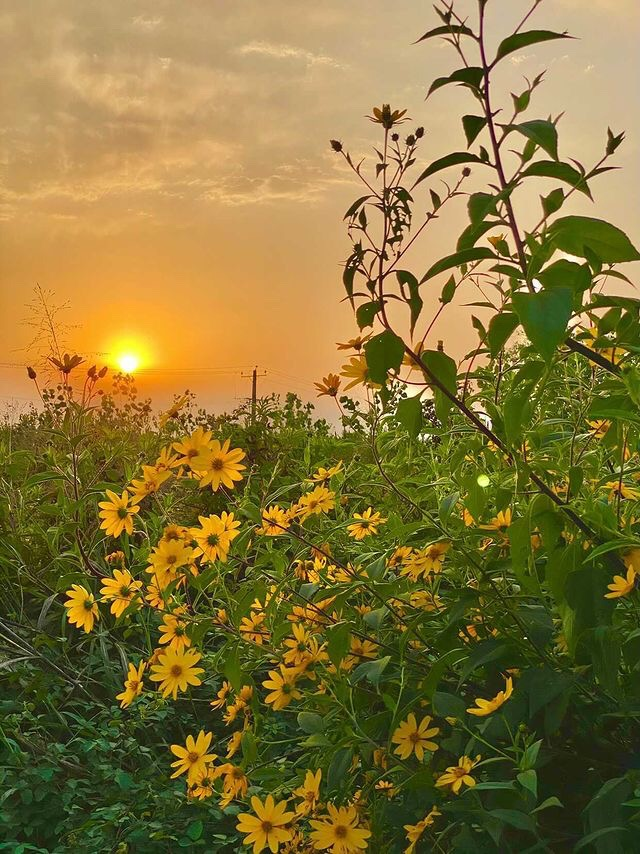
روستای کرکان بندرانزلی